# 赤纬

赤道座標

赤纬（英語：Declination；縮寫為Dec；符號為δ）是天文学中赤道座標系統中的两个坐标数据之一，另一个坐标数据是赤经。赤纬与地球上的纬度相似，是纬度在天球上的投影。赤纬的单位是度，更小的单位是“角分”和“角秒”，天赤道为0度，天北半球的赤纬度数为正数，天南半球的赤纬的度数为负数。天北极为+90°，天南极为-90°。值得注意的是正号也必须标明。例如，织女星的确切赤纬（曆元2000.0）为+38°47'01"。在观测者天顶的赤纬与該觀測地的纬度相同。

## 变化
随著时间的变化，由于天体运动和地轴变化，天体的赤纬不是固定的數值，而是不断变化的。极星的赤纬为+90°或-90°。假如观测者的纬度为{\displaystyle l}的话，则赤纬高于{\displaystyle 90}°{\displaystyle -l}的天体终日不落于地平线下。这样的天体称为拱极星座。终日不落的太阳称为午夜太阳。

### 太阳
太阳的赤纬等于太阳入射光与地球赤道之间的角度，由于地球自转轴与公转平面之间的角度基本不变，因此太阳的赤纬随季节不同而有周期性变化，变化的周期等于地球的公转周期，即一年。
太阳赤纬的最高度数为23°26'，夏至时太阳的赤纬为+23°26'，冬至时太阳的赤纬为-23°26'。春分和秋分时太阳的赤纬为0°。
由于地球公转轨道的偏心率非常低，可以看作是一个圆圈，太阳赤纬可用下面两个公式来计算：
{\displaystyle \delta =-23.44^{\circ }\cdot \cos \left({\frac {360}{365}}\cdot \left(N+10\right)\right)}余弦中的角度的单位是角度
{\displaystyle \delta =-23.44^{\circ }\cdot \cos \left({\frac {2\pi }{365}}\cdot \left(N+10\right)\right)}余弦中的角度的单位是弧度。
{\displaystyle N}是一年中的日数，1月1日的日数为1。
以上近似公式的误差称为时间差。

### 月球
月球也有年周期。满月时，其最高赤纬在北半球冬季，最低赤纬在北半球夏季。此外月球还有一个大約19年的长周期，在这个周期中它的最高赤纬在+28°35'到+18°18'，最低赤纬在-18°18'到-28°35'之间变化。

### 恒星
恒星的赤纬在短时间里大致不变，但它们的自行在长时间里會形成很大的变化。